# エリアフ・インバル
エリアフ・インバル（Eliahu Inbal, 1936年2月16日 - ）は、イスラエルの指揮者。インバルという姓は芸名であり、本名はエリアフ・ヨーゼフという。

## 人物・来歴
エルサレム音楽院でヴァイオリンと作曲を学んだ後、レナード・バーンスタインの推薦によりパリ音楽院で学んだ。 1963年にカンテルリ指揮者コンクールで優勝し、本格的な指揮活動を始めた。イギリスの市民権を取得している。
1974年から1990年までフランクフルト放送交響楽団の音楽監督を務め、黄金時代を築いた。その後、ベルリン交響楽団（現ベルリン・コンツェルトハウス管弦楽団）の音楽監督（2001年～2006年）、チェコ・フィルハーモニー管弦楽団の首席指揮者（2009年～2012年）を歴任した。
日本では、1970年代以降、読売日本交響楽団、日本フィルハーモニー交響楽団、NHK交響楽団に客演した。特に東京都交響楽団とは強い結びつきを保ち、1991年の初登壇後、特別客演指揮者（1995年～2000年）、プリンシパル・コンダクター（2008年～2014年）を務め、2014年4月に桂冠指揮者に就任した。
2019年8月から2022年まで台北市立交響楽団の首席指揮者を務めた。

## レパートリー
古典から近現代に至るまで膨大なレパートリーを持つが、特にマーラー、ブルックナー、ショスタコーヴィチの交響曲を得意としている。
マーラーでは、フランクフルト放送交響楽団を指揮した交響曲全集が特に有名である。東京都交響楽団とは、特別客演指揮者時代、プリンシパル・コンダクター時代のそれぞれで一度ずつマーラーの全交響曲演奏を達成している。
ブルックナーでは、フランクフルト放送交響楽団を指揮して交響曲全集を完成させた。同全集は交響曲ヘ短調、第0番、第9番の復元終楽章、序曲ト短調を含み、さらに、第3番・第4番・第8番では、第1稿による世界初録音を行った。
ショスタコーヴィチでは、ウィーン交響楽団を指揮して交響曲全集を完成させた。また、東京都交響楽団を指揮した交響曲第4番の録音は第50回レコード・アカデミー大賞および第25回ミュージック・ペンクラブ音楽賞を受賞した。
その他、ベルリオーズの一連の管弦楽作品なども録音している。